# Asura lutarella
Asura lutarella är en fjärilsart som beskrevs av Kalis 1934. Asura lutarella ingår i släktet Asura och familjen björnspinnare. Inga underarter finns listade i Catalogue of Life.